# Izydor Borys
Izydor Borys (ur. 19 listopada 1965 w Reszlu) – polski rzeźbiarz, ceramik, pedagog Uniwersytetu Warmińsko-Mazurskiego w Olsztynie.

## Życiorys
Absolwent Państwowego Liceum Sztuk Plastycznych w Gdyni-Orłowie. Studiował na Wydziale Rzeźby w Państwowej Wyższej Szkoły Sztuk Plastycznych (ASP) w Gdańsku; dyplom w 1991 r. w pracowni prof. Stanisława Radwańskiego. Asystent w Pracowni Rzeźby Katedry Sztuk Pięknych UWM w Olsztynie od 1995 r. W 2003 r. zrobił przewód I stopnia i od tego samego roku pracuje na stanowisku adiunkta.

## Nagrody w konkursach i realizacje (do 2006 r.)
- 1993 II nagroda w Konkursie Rzeźby w Kamieniu w La Chatre (Francja)
- 1996 II nagroda w Międzynarodowym Konkursie Rzeźby w Śniegu, Sarnia (Kanada)
- 2005 Statuetka profesora UWM
- 2005 Statuetka dla firmy „Indeco”
- 2006 Statuetka „Błękitne Piórko”

## Wystawy zbiorowe i indywidualne (do 2009 r.)
- 1992 – Galeria „Triada”, Sopot
- 1993 – Bałtyckie Sympozjum Truso, Galeria EL, Elbląg
- 1997 – Wystawa pracowników Instytutu Wychowania Plastycznego, Szczytno
- 1998 – Wystawa Rękodzieła Artystycznego w Halmstad, (Szwecja)
- 1998 – Wystawa ceramiki – Instytut Wychowania Technicznego WSP
- 2000 – „Sztuka i edukacja” BWA, Olsztyn
- 2000 – Olsztyńskie Biennale Plastyki „O Medal Prezydenta”, BWA, Olsztyn
- 2001 – Galeria „Rynek” Olsztyn – wystawa indywidualna
- 2003 – Galeria „Rynek” Olsztyn – wystawa indywidualna
- 2003 – Olsztyńskie Biennale Plastyki „O Medal Prezydenta”, BWA, Olsztyn
- 2004 – „Twórczość Artystów Wykładowców Katedry Sztuk Pięknych UWM”, BWA, Olsztyn
- 2005 – Olsztyńskie Biennale Plastyki „O Medal Prezydenta”, BWA, Olsztyn
- 2006 – wystawa w Ośrodku Konferencyjnym „Kamyki” gmina Purda
- 2007 – wystawa w galerii Roch Paulina w Perugii, (Włochy)
- 2007 – Olsztyńskie Biennale Plastyki „O Medal Prezydenta”, BWA, Olsztyn
- 2008- Galeria „Na wprost”, Iława
- 2008 – Salon Wystawienniczy MBL, Olsztynek
- 2008 – wystawa w galerii Roch Paulina w Perugii, (Włochy)
- 2009 – Muzeum Feliksa Nowowiejskiego, Barczewo
- 2009 – „Zbigniew Wąsiel, Marek Szczęsny, Izydor Borys”, Galeria „DA” Dworek Artura, Gdańsk[2]